# Hagebøsse
En hagebøsse også kendt som en håndkanon er den første rigtige type skydevåben, og efterfølgeren til ildlansen. Det er den ældste type små skydevåben samt den mekanisk mest simple type, idet den i den simpleste form består af et metalløb. Til forskel fra skydevåben med luntelås kræver den direkte manuel antænding af krudtet i fænghullet, og har ikke nogen form for affyringsmekanisme. Det kan betragtes som en forløber for håndvåben og geværer. Hagebøssen var vidt udbredt i Kina fra 1200-tallet og fremefter, og fra slutningen af 1300-tallet i Europa, hvor den blev brugt frem til 1560'erne, hvor de blev suppleret med arkebuser, der var den først type skydevåben med luntelås og aftrækker.
De allertidligste hagebøsser var små kanoner der blev holdt i armene eller på et lille stativ. De udviklede sig til at blive sat på et skaft, så de kunne holdes med den ene hånd mens den anden hånd holdt luntestokken.
Den ældste bevarede hagebøsse fra Danmark er vedelspangbøssen fra omkring år 1400, og den blev fundet i 1859 på voldstedet Vedelspang ved østenden af Langsøen i Sydslesvig.

## Galleri
- Håndkanon fra Yuan-dynastiet (1271–1368)
- Mantua-kanonen (1322). Er gået tabt, billedet er fra 1869.
- Rekonstruktion af kanon der skyder med pile, som den optræder i et manuskript fra 1326.
- Vesteuropæisk hagebøsse fra 1380. Den er 18 cm lang og vejer 1,04 kg og monteret på et træskaft. Musée de l'Armée, Paris.
- Mörkökanonen er et tidligt svensk skydevåben, der blev fundet af en fisker i Østersøen ud for kysten af Södermansland nær Nynäs i 1828. Den er dateret til ca. 1390.
- Tannenberg-hagebøssen er støbt i bronze. Løbet er 15-16 mm. Den blev fundet i en brønd fra Schloss Tannenberg, der blev ødelagt i 1399. Det er det ældste bevarede skydevåben fra Tyskland.
- Illustration af en hagebøsse der bliver affyret, fra Bellifortis af Konrad Kyeser, 1405
- En hagebøsse med 10 sløb. Ukendt alder og oprindelse.
- Hagebøsse på træskaft Ming-dynastiet, 1505.
- En rekonstrueret hagebøsse affyres på Middelaldercentret.